# Aranã
Gli Aranã sono un gruppo etnico del Brasile composto da 54 individui.(2006)
Il gruppo è stato riconosciuto dalla Fundação Nacional do Índio agli inizi degli anni novanta. Parlano la lingua portoghese e sono principalmente di fede animista.
Vivono nello stato brasiliano di Minas Gerais, nella valle di Jequitinhonha. L'identificazione dell'etnia Aranã è avvenuta solo negli anni novanta dopo la classificazione separata delle due famiglie che componevano questo gruppo, denominate dai locali "índio" o "caboclo".